# Debbe Dunning
Debbe Dunning est une actrice américaine née le 11 juillet 1966 à Burbank (Californie).

## Filmographie
- 1988 : Dangerous Curves : Pageant Girl
- 1991 : Papa bricole (Home Improvement) (série télévisée) : Heidi Keppert (1993-1999)
- 1995 : Spring Break Blast (TV)
- 1995 : The Misery Brothers : Ima Barrister, the Public Defender
- 1997 : Leprechaun: Destination cosmos (Leprechaun 4: In Space) (vidéo) : Pvt. Delores Costello
- 2000 : Le Secret du manoir (The Spiral Staircase) (TV) : Danielle
- 2002 : Now You Know : Sun Goddess